# Rio Manso (rio)
O rio Manso é um curso de água localizado no estado  de Minas Gerais, Brasil, afluente da margem esquerda do rio Paraopeba. Nasce no município de Crucilândia, atravessa a cidade homônima e percorre parte do município de Brumadinho até a sua foz. Faz parte da bacia do rio Paraopeba, que é uma sub-bacia da bacia do rio São Francisco.
O rio percorre aproximadamente 64 quilômetros de extensão, desde sua nascente, localizada a uma cota de 1020 metros de altitude, até a foz no rio Paraopeba, a uma cota de 735 metros de altitude em relação ao nível do mar.

## Represa Rio Manso
O rio é barrado no município de Brumadinho para formação de reservatório que abastece a Região Metropolitana de Belo Horizonte. O reservatório é o maior do tipo na região metropolitana e inunda território dos municípios de Brumadinho e Rio Manso. O empreendimento é administrado pela Companhia de Saneamento de Minas Gerais (COPASA) e denomina-se Sistema Rio Manso. Funciona em conjunto com os sistemas Vargem das Flores e Serra Azul, formando o Sistema Integrado do Paraopeba, que, por sua vez, é uma parte do Sistema Integrado de Abastecimento de Água da Região Metropolitana de Belo Horizonte.

## Escassez hídrica
Durante o período de seca na Região Sudeste do Brasil em 2014–2017, pela primeira vez na história, o reservatório do rio Manso atingiu níveis preocupantes. Devido à importância do rio para o abastecimento de àgua na RMBH, o Instituto Mineiro de Gestão de Águas declarou situação de escassez hídrica superficial na porção hidrográfica da barragem do rio Manso.